# Blake e Mortimer
Blake e Mortimer è una serie a fumetti creata dallo scrittore e disegnatore belga Edgar P. Jacobs incentrata sui personaggi immaginari del capitano Francis Blake e del professor Philip Mortimer. Ha esordito sulla rivista belga Tintin nel 1946 e successivamente venne pubblicata in edizioni brossurate e cartonate da Les Editions du Lombard. Successivamente altri autori ne hanno continuato la realizzazione e l'edizione è passata a Les éditions Blake et Mortimer, una filiale del Groupe Dargaud.
Considerato uno dei capolavori del fumetto mondiale, l'autore ne realizzava le storie dopo una attenta attività di ricerca e documentazione ottenendo trame prive di incongruenze e di fantastiche esagerazioni e così realizzando un'opera di fantascienza molto verosimile. L'attento lavoro di progettazione ha permesso a Jacobs di ottenere prodotti editoriali pressoché perfetti: sia dal punto di vista della narrazione - che spicca per una eccellente leggibilità - che del disegno - dove la tradizionale ''ligne claire'' franco-belga è al servizio di un equilibrio complessivo di ogni tavola (in quanto a scene, vignette, colori). Il volume più riuscito è ''Il marchio giallo'', considerato dagli esperti del settore come uno dei capolavori dell'arte del fumetto.
I singoli volumi della serie hanno venduto centinaia di migliaia di copie e hanno ispirato una trasposizione cinematografica a disegni animati negli anni novanta.

## Trama
Protagonisti sono sir Francis Percy Blake, capitano dei servizi segreti britannici MI5, e il suo amico il professor Philip Angus Mortimer, fisico nucleare, che si ritrovano di sovente a confrontarsi con il loro grande nemico Olrik, destinato sempre a soccombere di fronte ai due avversari. Nonostante il titolo della serie (dettato si presuppone da ragioni eufoniche), in alcune storie la presenza di Blake è più che altro simbolica, in quanto è spesso Mortimer l'unico protagonista.
Il fascino di Blake e Mortimer risiede nel miscelare sapientemente realismo e fantastico. Se ne Il segreto dell'Espadon l'avventura è soprattutto di ordine tecnologico e ne Il mistero della grande piramide (Le Mystère de la grande pyramide) prevale piuttosto l'aspetto storico ed esoterico, in albi come Il marchio giallo (La Marque jaune), L'enigma di Atlantide (L'Énigme de l'Atlantide) o La trappola diabolica (Le Piège diabolique) vengono amalgamati abilmente i due aspetti.
Il nemico classico del duo è invariabilmente il colonnello Olrik, i cui piani criminosi danno modo di sviluppare trame con le tematiche tipiche dei romanzi gialli, thriller e di spionaggio.

## Storia editoriale
La serie di episodi esordì sul primo numero del settimanale a fumetti Tintin, pubblicato in Belgio il 26 settembre 1946. Jacobs realizzo nei decenni successivi altre sette storie l'ultima delle quali, Le tre formule del professor Sato, dove l'autore cercò anche di attualizzare i suoi personaggi, si interruppe per motivi di salute che gli impedirono di completarla; Tintin pubblicò il primo episodio della storie nel 1971 ma venne completata solo nel 1990 quando uscirà postumo il secondo episodio completamente disegnato da Bob de Moor seguendo le indicazioni della sceneggiatura di Jacobs. Successivamente alla scomparsa dell'autore la serie venne ripresa da altri come Jean Van Hamme con i disegni di Ted Benoit ottenendo ancora ottimi risultati di vendita. Poi la serie venne ripresa da Yves Sente e André Juillard.
Jacobs è anche autore di un albo del 1943 dal titolo Il Raggio U (Le rayon U, 1943), una storia avventurosa chiaramente ispirata al mondo di Flash Gordon: i personaggi presenti in questo albo furono ripresi da Jacobs per creare Blake e Mortimer.
Durante il primo anno di pubblicazioni sulla rivista Tintin (anche conosciuta come Le journal de Tintin), paradossalmente Il segreto dell'Espadon (Le secret de l'Espadon) ebbe più successo delle avventure dello stesso Tintin, che appariva con la sua serie nella stessa rivista. Ciò era dovuto al fatto che l'"Espadon" cominciò con il primo numero, mentre le avventure di Tintin cominciarono confusamente con una storia già iniziata (Le sette sfere di cristallo), abbandonata tre anni prima durante la seconda guerra mondiale, quando era serializzata sui quotidiani.

### Episodi di E. P. Jacobs (1946–1990)
| Numero tomo | Titolo originale                                              | Titolo italiano                                               | Pubblicazione a puntate Belgio                 | Edizione in albo belga | Pubblicazioni italiane |
| --- | ------------------------------------------------------------- | ------------------------------------------------------------- | ---------------------------------------------- | --- | --- |
| 1 | Le Secret de l'Espadon 1: La poursuite fantastique            | Il segreto dell'Espadon 1: L'inseguimento fantastico          | Tintin 26/09/1946 - 8/09/1949, Le Lombard      | - Edizione in 2 volumi: gennaio 1950, gennaio 1953, Le Lombard - gennaio 1984, Éditions Blake et Mortimer                                                             | - Le avventure di Blake e Mortimer, nn. 1 e 2, Gandus, 1978 - Grandi eroi n. 24, 1988, Comic Art - Blake e Mortimer n. 16, Alessandro Editore - Blake e Mortimer n. 2, 2016, Gazzetta dello Sport               |
| 2 | Le Secret de l'Espadon 2: L'évasion de Mortimer               | Il segreto dell'Espadon 2: L'evasione di Mortimer             | Tintin 26/09/1946 - 88/09/1949, Le Lombard     | - Edizione in 2 volumi: gennaio 1950, gennaio 1953, Le Lombard - gennaio 1985, Éditions Blake et Mortimer - Le avventure di Blake e Mortimer, nn. 1 e 2, 1978, Gandus | - Grandi eroi n. 25, 1988, Comic Art - Blake e Mortimer n. 17, Alessandro Editore - Blake e Mortimer n. 3, 2016, Gazzetta dello Sport                                                                           |
| 3 | Le Secret de l'Espadon 3: SX1 contre attaque                  | Il segreto dell'Espadon 3: SX1 al contrattacco                | Tintin 26/09/1946 - 88/09/1949, Le Lombard     | - Edizione in 2 volumi: gennaio 1950, gennaio 1953, Le Lombard - gennaio 1986, Éditions Blake et Mortimer                                                             | - Le avventure di Blake e Mortimer, nn. 1 e 2, 1978, Gandus - Grandi eroi n. 26, 1988, Comic Art - Blake e Mortimer n. 18, Alessandro Editore - Blake e Mortimer n. 4, 2016, Gazzetta dello Sport               |
| 4 | Le Mystère de la Grande Pyramide 1: Le papyrus de Manethon    | Il mistero della Grande Piramide 1: Il papiro di Manethon     | Tintin 23/03/1950 - 28/05/1952, Le Lombard     | maggio 1954, Le Lombard | - Classici Audacia n. 8, 1964, Mondadori - Blake e Mortimer n. 2, Alessandro Editore - Blake e Mortimer n. 5, 2016, Gazzetta dello Sport                                                                        |
| 5 | Le Mystère de la Grande Pyramide 2: La chambre d'Horus        | Il mistero della Grande Piramide 2: La camera di Horus        | Tintin 23/03/1950 - 28/05/1952, Le Lombard     | gennaio 1955, Le Lombard | - Classici Audacia n. 9, 1964, Mondadori - Blake e Mortimer n. 3, Alessandro Editore - Blake e Mortimer n. 6, 2016, Gazzetta dello Sport                                                                        |
| 6 | La Marque jaune                                               | Il marchio giallo                                             | Tintin 6/08/1953 - 10/11/1954, Le Lombard      | aprile 1956, Le Lombard | - Rivista Tintin da n. 1/anno I del 29/09/1955 a n. 15/anno II del 20/05/1956, Vallardi - Classici dell’Audacia - Blake e Mortimer n. 4, Alessandro Editore - Blake e Mortimer n. 7, 2016, Gazzetta dello Sport |
| 7 | L'Énigme de l'Atlantide                                       | L'enigma di Atlantide                                         | Tintin 9/10/1955 - 19/12/1956, Le Lombard      | aprile 1957, Le Lombard | - Classici Audacia n. 39, 1967, Mondadori - Blake e Mortimer n. 6, Alessandro Editore - Blake e Mortimer n. 14, 2016, Gazzetta dello Sport                                                                      |
| 8 | S.O.S. Météores (Mortimer à Paris)                            | S.O.S. Meteore (Mortimer a Parigi)                            | Tintin 08/01/1958 - 22/04/1959, Le Lombard     | settembre 1959, Le Lombard | - Classici Audacia n. 12, 1964, Mondadori - Blake e Mortimer n. 8, Alessandro Editore - Blake e Mortimer n. 15, 2016, Gazzetta dello Sport                                                                      |
| 9 | Le Piège diabolique                                           | La trappola diabolica                                         | Tintin 22/09/1960 - 21/11/1961, Le Lombard     | settembre 1962, Le Lombard | - Classici Audacia n. 24, 1965, Mondadori - Blake e Mortimer n. 9, Alessandro Editore - Blake e Mortimer n. 20, 2016, Gazzetta dello Sport                                                                      |
| Note: Jacobs realizzò le tavole 11-22 con la collaborazione dei disegnatori Liliane e Fred Funcken (intervento non accreditato). |                                                               |                                                               |                                                | | |
| 10 | L'Affaire du collier                                          | Il caso del collier o I sotterranei di Parigi                 | Tintin 24/08/1965 - 19/07/1966, Le Lombard     | settembre 1967, Le Lombard | - Classici Audacia n. 35, 1966, Mondadori - Blake e Mortimer n. 7, Alessandro Editore - Blake e Mortimer n. 21, 2016, Gazzetta dello Sport                                                                      |
| Note: Jacobs realizzò le tavole 1-18 con la collaborazione del disegnatore Gerald Forton (intervento non accreditato).           |                                                               |                                                               |                                                | | |
| 11 | Les 3 Formules du professeur Satô 1: Mortimer à Tokyo         | Le tre formule del professor Sato 1: Mortimer a Tokyo         | Tintin 05/10/1971 - 30/05/1972, Le Lombard     | agosto 1977, Le Lombard | - Rivista Comic Art n. 31, 03/1987 - Blake e Mortimer n. 11, Alessandro Editore - Blake e Mortimer n. 22, 2016, Gazzetta dello Sport                                                                            |
| 12 | Les 3 Formules du professeur Satô 2: Mortimer contre Mortimer | Le tre formule del professor Sato 2: Mortimer contro Mortimer | Hello BéDé 30/01/1990 - 05/06/1990, Le Lombard | gennaio 1990, Le Lombard | - Rivista Comic Art dal n. 71 al n. 74, 09-12/1990 - Blake e Mortimer n. 12, Alessandro Editore - Blake e Mortimer n. 23, 2016, Gazzetta dello Sport                                                            |
| Note: I disegni della seconda parte sono di Bob de Moor: Jacobs morì nel 1987, e riuscì scrivere soltanto la sceneggiatura.      |                                                               |                                                               |                                                | | |

### La ripresa (dal 1996)
| Numero tomo | Titolo originale                                               | Titolo italiano                                                | Pubblicazione a puntate Belgio                                               | Edizione in albo belga                     | Autori | Pubblicazioni italiane                                                                                              |
| ----------- | -------------------------------------------------------------- | -------------------------------------------------------------- | ---------------------------------------------------------------------------- | ------------------------------------------ | --- | --- |
| 13          | L'affaire Francis Blake                                        | L'affare Francis Blake                                         | Télérama dal 22/06/1996, Télérama SA                                         | settembre 1996, Éditions Blake et Mortimer | - Jean Van Hamme (sceneggiatura) - Ted Benoit (disegni) - Madeleine DeMille (colori)                                      | - 1986, Comic Art - Blake e Mortimer n. 15, Alessandro Editore - Blake e Mortimer n. 10, 2016, Gazzetta dello Sport |
| 14          | La Machination Voronov                                         | La macchinazione Voronov                                       | Le Figaro Magazine dal 26/06/1999, Le Figaro SA                              | gennaio 2000, Éditions Blake et Mortimer   | - Yves Sente (sceneggiatura) - André Juillard (disegni) - Didier Convard (colori)                                         | - Blake e Mortimer n. 1, 2000, Alessandro Editore - Blake e Mortimer n. 16, 2016, Gazzetta dello Sport              |
| 15          | L'Étrange Rendez-vous                                          | Lo strano appuntamento                                         | Le Figaro Magazine dal 20/06/2001, Le Figaro SA                              | gennaio 2001, Éditions Blake et Mortimer   | - Jean Van Hamme (sceneggiatura) - Ted Benoit (disegni) - Madeleine DeMille (colori)                                      | - Blake e Mortimer n. 5, 2001, Alessandro Editore - Blake e Mortimer n. 11, 2016, Gazzetta dello Sport              |
| 16          | Les Sarcophages du 6e continent 1: La menace universelle       | I sarcofagi del sesto continente 1: La minaccia universale     | Le Temps dal 30/06/2003, Le Temps SA                                         | novembre 2003, Éditions Blake et Mortimer  | - Yves Sente (sceneggiatura) - André Juillard (disegni) - Madeleine DeMille (colori)                                      | - Blake e Mortimer n. 10, 2003, Alessandro Editore - Blake e Mortimer n. 17, 2016, Gazzetta dello Sport             |
| 17          | Les Sarcophages du 6e continent 2: La Le duel des esprits      | I sarcofagi del sesto continente 2: Il duello degli spiriti    | Le Temps dal 30/06/2003, Le Temps SA                                         | ottobre 2004, Éditions Blake et Mortimer   | - Yves Sente (sceneggiatura) - André Juillard (disegni) - Madeleine DeMille (colori)                                      | - Blake e Mortimer n. 13, 2004, Alessandro Editore - Blake e Mortimer n. 18, 2016, Gazzetta dello Sport             |
| 18          | Le Sanctuaire du Gondwana                                      | Il santuario di Gondwana                                       | La Dernière Heure/Les Sports dal 16/01/2008, La Dernière Heure/Les Sports SA | marzo 2008, Éditions Blake et Mortimer     | - Yves Sente (sceneggiatura) - André Juillard (disegni) - Madeleine DeMille (colori)                                      | - Blake e Mortimer n. 19, 2008, Alessandro Editore - Blake e Mortimer n. 19, 2016, Gazzetta dello Sport             |
| 19          | La malédiction des trente deniers 1: Le manuscrit de Nicodemus | La maledizione dei trenta denari 1: Il manoscritto di Nicodemo | -                                                                            | novembre 2009, Éditions Blake et Mortimer  | - Jean Van Hamme (sceneggiatura) - René Sterne, Chantal De Spiegeleer (disegni) - Chantal De Spiegeleer (colori)          | - Blake e Mortimer n. 20, 2009, Alessandro Editore - Blake e Mortimer n. 12, 2016, Gazzetta dello Sport             |
| 20          | La malédiction des trente deniers 2: La porte d'Orphée         | La maledizione dei trenta denari 2: La porta di Orfeo          | Le Monde dal 02/08/2010, Le Monde                                            | novembre 2010, Éditions Blake et Mortimer  | - Jean Van Hamme (sceneggiatura) - Antoine Aubin (disegni) - Étienne Schréder (chine e fondali) - Laurence Croix (colori) | - Blake e Mortimer n. 21, 2010, Alessandro Editore - Blake e Mortimer n. 13, 2016, Gazzetta dello Sport             |
| 21          | Le serment des cinq lords                                      | Il giuramento dei cinque lord                                  | Le Soir dal 10/04/2012, Rossel & Cie SA                                      | novembre 2012, Éditions Blake et Mortimer  | - Yves Sente (sceneggiatura) - André Juillard (disegni) - Madeleine DeMille (colori)                                      | - Blake e Mortimer n. 22, 2012, Alessandro Editore - Blake e Mortimer n. 8, 2016, Gazzetta dello Sport              |
| 22          | L'onde Septimus                                                | L'onda Septimus                                                | Le Télégramme dal 25/09/2013, Le Télégramme SAS                              | dicembre 2013, Éditions Blake et Mortimer  | - Jean Dufaux (sceneggiatura) - Antoine Aubin, Étienne Schréder (disegni) - Laurence Croix (colori)                       | - Blake e Mortimer n. 23, 2014, Alessandro Editore - Blake e Mortimer n. 9, 2016, Gazzetta dello Sport              |
| 23          | Le bâton de Plutarque                                          | Il bastone di Plutarco                                         | Le Soir dal 14/04/2014, Rossel & Cie SA                                      | dicembre 2014, Éditions Blake et Mortimer  | - Yves Sente (sceneggiatura) - Antoine Aubin, Étienne Schréder (disegni) - Madeleine DeMille (colori)                     | - Blake e Mortimer n. 25, 2015, Alessandro Editore - Blake e Mortimer n. 1, 2015, Gazzetta dello Sport              |

| Numero tomo | Titolo originale                                      | Titolo italiano                                             | Pubblicazione a puntate Belgio           | Edizione in albo belga                       | Autori                                                                                                | Edizione in albo italiano                          |
| ----------- | ----------------------------------------------------- | ----------------------------------------------------------- | ---------------------------------------- | -------------------------------------------- | --- | -------------------------------------------------- |
| 24          | Le Testament de William S                             | Il testamento di William S.                                 | Le Soir dal 16/06/2016, Rossel & Cie SA  | novembre 2016, Éditions Blake et Mortimer    | - Yves Sente (sceneggiatura) - Antoine Aubin, Étienne Schréder (disegni) - Madeleine DeMille (colori) | - Blake e Mortimer n. 26, 2017, Alessandro Editore |
| 25          | La vallée des immortels 1: Menace sur Hong Kong       | La valle degli immortali 1: Minaccia su Hong Kong           | Moustique dal 04/07/2018, L'Avenir Hebdo | novembre 2018, Éditions Blake et Mortimer    | - Yves Sente (sceneggiatura) - Peter van Dongen, Teun Berserik (disegni) - Peter van Dongen (colori)  | - Blake e Mortimer n. 27, 2018, Alessandro Editore |
| 26          | La vallée des immortels 2: Le millième bras du Mékong | La valle degli immortali 2: Il millesimo braccio del Mekong | Moustique dal 03/07/2019, L'Avenir Hebdo | novembre 2019, Éditions Blake et Mortimer    | - Yves Sente (sceneggiatura) - Peter van Dongen, Teun Berserik (disegni) - Peter van Dongen (colori)  | - Blake e Mortimer n. 29, 2019, Alessandro Editore |
| 27          | Le cri du Moloch                                      | L'urlo del Moloch                                           | -                                        | novembre 2020, Éditions Blake et Mortimer    | - Jean Dufaux (sceneggiatura) - Christian Cailleaux, Étienne Schréder (disegni)                       | - Blake e Mortimer n. 30, 2020, Alessandro Editore |
| 28          | Le dernier espadon                                    | L'ultimo espadon                                            | Le Figaro dal 27/09/2021, GIM Dassault   | 19 novembre 2021, Éditions Blake et Mortimer | - Jean Van Hamme (sceneggiatura) - Peter van Dongen, Teun Berserik (disegni)                          | - Blake e Mortimer n. 31, 2021, Alessandro Editore |
| 29          | Huit heures à Berlin                                  | Otto ore a Berlino                                          |                                          | 25 novembre 2022, Éditions Blake et Mortimer | - Jean-Luc Fromental, José-Louis Bocquet (sceneggiatura) - Antoine Aubin (disegni)                    | - Blake e Mortimer n. 32, 2022, Alessandro Editore |
| 30          | Signé Olrik                                           | Firmato Olrik                                               |                                          | 31 ottobre 2024, Éditions Blake et Mortimer  | - Yves Sente (sceneggiatura) - André Juillard (disegni)                                               | - Blake e Mortimer n. 33, 2024, Alessandro Editore |

### Pubblicazioni speciali
| Titolo originale | Titolo italiano                        | Pubblicazioni belghe                                                             | Pubblicazioni italiane |
| --- | -------------------------------------- | -------------------------------------------------------------------------------- | --- |
| Le rayon U | Il raggio U                            | 1943, Bravo!                                                                     | - Grandi eroi n. 11 Bis, 1987, Comic Art - Blake e Mortimer n. 14, 2005, Alessandro Editore - Blake e Mortimer n. 24, 2016, Gazzetta dello Sport |
| L'aventure immobile | L'avventura immobile                   | - marzo 1998, Dargaud - maggio 2021, Blake et Mortimer, coll. Nouveaux chapitres | - Blake e Mortimer n. 24, 2017, Alessandro Editore                                                                                               |
| Les Mémoires de Blake et Mortimer                                                                                                | Blake & Mortimer. Le memorie di Jacobs | 2013, Gallimbard                                                                 | - Blake e Mortimer, 2017, Alessandro Editore |
| Le dernier pharaon | L'ultimo faraone                       | maggio 2019, Éditions Blake et Mortimer                                          | - Blake e Mortimer n. 28, 2019, Alessandro Editore                                                                                               |
| Note: François Schuiten, Jaco Van Dormael, Tomas Gunzig (sceneggiatura) - François Schuiten (disegni) - Laurent Durieux (colori) |                                        |                                                                                  | |
| La Fiancée du docteur Septimus                                                                                                   | La fidanzata del dottor Septimus       | maggio 2021, Blake et Mortimer, coll. Nouveaux chapitres                         | - Blake e Mortimer romanzo n. 1, 2021, Alessandro Editore                                                                                        |
| L'art de la guerre | L'arte della guerra                    | ottobre 2023, Éditions Blake et Mortimer                                         | - Blake e Mortimer l'arte della guerra, 2023, Alessandro Editore                                                                                 |
| Note: Jean-Luc Fromental, Josè-Louis Bocquet (sceneggiatura) - Floc'h (disegni e colori)                                         |                                        |                                                                                  | |

## Edizioni italiane
In Italia gli albi di Blake e Mortimer sono stati pubblicati negli anni cinquanta da Vallardi e, nel decennio successivo, da Mondadori nella Collana “I Classici dell’Audacia”. I primi volumi cartonati si devono all'editore genovese Gandus negli anni settanta; è poi la Comic Art, prima a puntate sull'omonima rivista, poi sempre in cartonati e brossurati (collana "Grandi Eroi"), a continuare la pubblicazione seguita poi da volumi cartonati editi da Alessandro Editore.
Ad oggi, l'opera integrale, che raccoglie tutte le pubblicazioni dal 1946 al 2024, è la serie Blake e Mortimer, rintracciabile nel catalogo di Alessandro Editore, composta da 33 volumi cartonati.

## Altri media
- Negli anni sessanta diversi albi hanno dato origine a versioni sia su disco, sia per radio.
- Serie a cartoni animati per la televisione nel 1997.